# كينسوكي تاكاهاشي (لاعب كرة قدم)
كينسوكي تاكاهاشي (باليابانية: 高橋健介؛ بالكانا: たかはし けんすけ) هو لاعب كرة الصالات ‏ ولاعب كرة قدم ياباني، ولد في 8 مايو 1982 في هوكايدو في اليابان. شارك مع منتخب اليابان الوطني لكرة قدم الصالات. أما مع النوادي، فقد لعب مع Bardral Urayasu ‏.

## وصلات خارجية
- كينسوكي تاكاهاشي على موقع الاتحاد الدولي (مؤرشف)  (الإنجليزية)